# Groom of the Stool

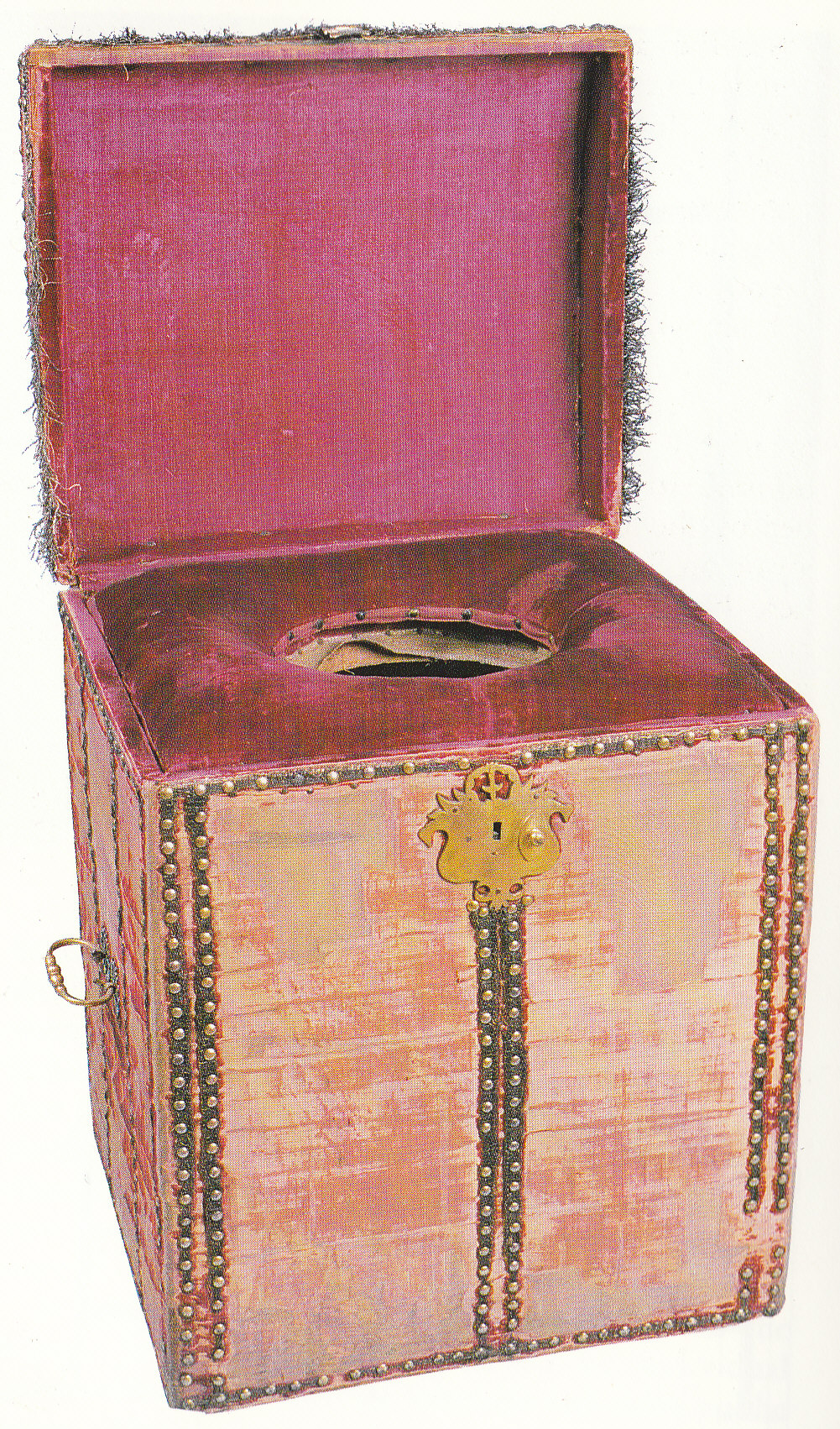
Kung William III:s toalett från ca 1650 från slottet Hampton Court.

Groom of the Stool (den kungliga toalettassistenten) var ett engelskt ämbete som infördes av Henrik VII vid början av 1500-talet. Den som var Groom of the Stool skulle bland annat hjälpa monarken med dennes toalettbesök, då kungen ansåg sig för fin för att smutsa ner sig själv. Detta var en högt eftertraktad position, eftersom man blev en av monarkens mest intima tjänare, vilket gav Groom of the Stool stor möjlighet att påverka monarken och utverka favörer. Groom of the Stool fick mer och mer betydelsefulla uppgifter och till slut infördes positionen Groom of the Stole istället för Groom of the Stool 1660, ett ämbete som inte hade något med toalettbesök att göra. Groom of the Stole var en av monarkens närmaste män, och fick diverse viktiga uppgifter, som till exempel att hjälpa till att besluta om finanspolitiken. År 1901 avskaffades ämbetet Groom of the Stole.

## Groom of the Stool/Groom of the Stole

### Groom of the Stool
Den som fick titeln Groom of the Stool hade en uppgift som bland annat var att hjälpa kungen med dennes toalettbesök. Detta var en bra position för att påverka kungen, eftersom man fick tillfälle att prata med kungen med ingen annan närvarande. Groom of the Stool fanns främst i England, men det fanns även andra liknande positioner som till exempel valet de chambre i Frankrike. Denna position utvecklades under årtionden till att bli en position som bland annat hanterade de kungliga finanserna, och därmed uppstod ämbetet Groom of the Stole på 1600-talet. Groom of the Stool var huvudansvarig i Privy Chamber, rum där monarken bland annat gick på toaletten, klädde på sig och så vidare, och var hjälpt av "Grooms of the Privy Chamber".

### Ursprung
Henrik VII skapade Privy Chamber som ett administrativt verktyg som gav olika tillträden till monarken, beroende på personens status. Bara utvalda adelsmän fick åtkomst till Privy Chamber, och bara till ett visst antal kammare i Privy Chamber. Genom detta system kunde Henrik VII förstärka sin status och makt genom att endast träffa vissa, utvalda personer i olika sammanhang. Huset Tudor använde sig av att ge olika mycket åtkomst i kammare i Privy Chamber till olika personer som ett rankningssystem som påvisade hur hög status en person hade; ju fler rum en person hade åtkomst till, desto mäktigare var man. Groom of the Stool hade åtkomst till alla rum i Privy Chamber, även de mest intima som toaletten och sovrummet, och ansågs därför vara en väldigt mäktig person. När alla politiska och sociala framgångar blev mer och mer beroende av tillträde till monarken, blev det viktigare att kunna träffa kungen, helst så privat som möjligt. Kungarna av Huset York och speciellt monarkerna av Tudorätten använde sig av detta system för att få dem att verka ouppnåeliga och avskilda från alla andra, genom att endast låta ett fåtal träffa dem vid olika tillfällen. Detta gav illusionen om att det var något nästan sagolikt om kungarna som skilde dem från andra män, till och med från andra adelsmän.

### Innehavare av ämbetet Groom of the Stool (urval)
Under Henrik VII
- Hugh Denys (?-1509)

Under Henrik VIII
- Sir William Compton (1509-1526)
- Sir Henry Norris (hovman) (1526-1536)
- Sir Thomas Heneage (1536-1546)
- Sir Anthony Denny (1546-1547)
- Sir Michael Stanhope (1547-1551)

### Groom of the Stool blir Groom of the Stole
Groom of the Stool fick under åren fler och fler uppgifter utanför Privy Chamber, som till exempel ekonomiskt ansvar. Groom of the Stool utvecklades därför till att bli Groom of the Stole, en position som hade hand om till exempel de kungliga finanserna istället för att hjälpa monarken uträtta sina behov. "Stole" är den viktorianska stavningen av "stool".

### Groom of the Stole
Groom of the Stole var huvudansvarig för den kungliga sängkammaren, och hade rätt att besöka regenten när som helst. Han eller hon kunde även bestämma vem som skulle få tillträde till regentens sängkammare eller garderob även utan regentens kännedom eller godkännande. 
Ämbetet var en favör från monarken. Ofta var det damen eller gentlemannen som var högst i rang i hovet som fick den positionen från och med 1660. Groom of the Stole valdes med omsorg av monarken, eftersom den blev en av hans mest intima tjänare. Därför behövde personen som fick den positionen vara någon som monarken kände sig säker med att ha i sin närhet, och som monarken litade på. Eftersom Groom of the Stole blev en så betrodd person som monarken hade all tillit till utvecklades ämbetet till att bli en mäktig kunglig rådgivare, som blev fruktad respektive respekterad av andra hovmän på grund av hans närhet till monarken. Groom of the Stole blev ofta även involverad med de kungliga finanserna och hjälpte till med att besluta om den kungliga statskassan.
Den som var Groom of the Stole fick även en nyckel som sades kunna öppna alla dörrar i alla kungliga palats.
Det fanns ingen Groom of the Stole mellan 1714 och 1719 samt 1722–1723 och ämbetet avskaffades helt 1901.

### Innehavare av ämbetet Groom of the Stole (urval)
Under Karl II
- Sir John Granville (1660-1685)

Under Jakob II
- Henry Mordaunt (1685-1688)

Under Vilhelm III
- William Bentinck (1689-1700)
- Henry Sydney (1700-1702)

Under Anna
- Sarah Churchill (1702-1711)
- Elizabeth Seymour (1711-1714)

Under Georg av Danmark
- John Berkeley (1683-1685)
- Robert Leke (1685-1687)

Under Georg I
- Lionel Sackville (1714-1719)
- Charles Spencer, 3:e earl av Sunderland (1719-1722)
- Obemannad (1722-1723)
- Francis Godolphin (1723–1727)

Under Georg II
- Francis Godolphin (1727-1735)
- Henry Herbert, 9:e earl av Pembroke, 6:e earl av Montgomery  (1735–1750)
- Willem Anne van Keppel (1751–1755)
- William Nassau de Zuylestein (1755–1760)

Under Georg III
- John Stuart (1760–1761)
- Francis Hastings (1761–1770)
- George Hervey (1770–1775)
- Thomas Thynne (1775)
- John Ashburnham (1775–1782)
- Thomas Thynne (1782–1796)
- John Ker (1796–1804)
- George Finch (1804–1812)
- Charles Paulet (1812–1820)

Under Georg IV
- Charles Paulet (1820–1830)

Under Vilhelm IV
- Charles Paulet (1830–1837)